# Juliet Mills
Juliet Maryon Mills (London, Egyesült Királyság, 1941. november 21. –) Primetime Emmy-díjas angol színpadi, film- és televíziós színésznő. 
A Folytassa-vígjátéksorozatban alakított szerepei mellett számos mozifilmből és televíziós sorozatból ismert.

## Élete

### Származása, pályakezdése
Édesapja Sir John Mills (1908–2005), a Brit Birodalom Rendjével kitüntetett színész, édesanyja Mary Hayley Bell színésznő, írónő (1911–2005). Húga, Hayley Mills (1946) szintén színésznő, fivére, Jonathan Mills rendező lett. Juliet Mills már csecsemőkorában „szerepelt”, hírneves apja karjában, a Rendületlenül című brit patrióta háborús filmben, amelyet 1942-ben mutattak be. A bombázások elől a család rövidesen vidékre költözött. Gyermekkorában, szintén apjának köszönhetően, Juliet sok apró gyermekszerepet kapott, különféle brit filmekben.

### Színészi pályája
A londoni Royal Academy of Dramatic Art (RADA) elvégzése után Juliet 1959-ben debütált egy londoni színpadon, Peter Shaffer Gyakorlat öt ujjra c. drámájában, melyet John Gielgud rendezett. A 18 éves kezdő színésznőt itteni alakításáért Tony-díjra jelölték. További színpadi megjelenései közül említendő a Szentivánéji álom, Az elefántember és a Gyilkosság telefonhívásra. 1964-ben szerepelt Gerald Thomas rendező Folytassa, Jack! című kosztümös vígjátékában.
Angolszász nyelvterületen Mills elsősorban Nanny and the Professor című televíziós sorozatban lett híres, amelyből 1970–1971-ben három évad készült az ő főszereplésével (a Dadus). Az amerikai professzor (Richard Long) gyermekeire felügyelő angol dadus figuráját Mills „Mary Poppins-osra” vette. Alakításáért 1971-ben Golden Globe-díjra jelölték. Billy Wilder osztrák-német-amerikai rendező 1972-ben neki adta Avanti! (er. Avanti, Avanti) című filmvígjátékának nőt főszerepét, Jack Lemmon partnereként. A túlsúllyal küzdő Pamela Piggott brit lány alakításáért, Millset a legjobb női vígjáték-főszereplőnek járó Golden Globe-díjra jelölték.
Sikeres tévésorozatokban szerepelt: 1974-ben a Leon Uris regénye nyomán készült A királynő törvényszékében Anthony Hopkins, Lee Remick és John Gielgud mellett játszott. Ezért az alakításért 1975-ben elnyerte a a legjobb női mellékszereplőnek járó Primetime Emmy-díjat. Egyebek mellett feltűnt a Hawaii Five-O, a Szerelemhajó, a Dinasztia, a Gyilkos sorok és a Columbo epizódjaiban is.

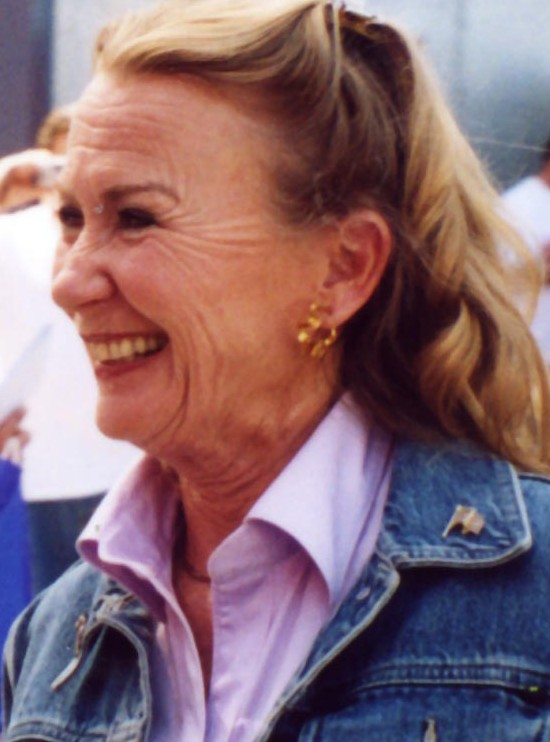
Mills 2007-ben

1980-ban, harmadik házassága miatt átmenetileg visszavonult a magánéletbe, de néhány év múlva visszatért. 1999–2007 között a Passions című amerikai szappanoperában Tabitha Lenoxot, a „jó boszorkányt” játszotta, ezért 2005-ben ismét a legjobb női főszereplőnek járó Emmy-díjra jelölték. 2009-ben Mills beállt az ITV televízió A vadon bűvöletében sorozatának társulatához, Georgina du Plessis szerepében. (Szerepe szerint nővére volt Caroline du Plessisnek, akit a korábbi részekben saját valódi húga Hayley játszott. 2010–2015 között Juliet Mills vendégszerepelt a Vérmes négyes  c. szappanoperában, Philipa Scroggs szerepében.

### Magánélete
Mills háromszor ment férjhez. Első házasságát 1961-ben kötötte Russell Alquisttal, egy közös fiuk született, Sean. A szülők 1964-ben elváltak.
Másodszor 1975-ben ment férjhez Michael Miklenda építészhez, akitől Melissa nevű leánya született. 1980-ban elváltak. 
1980-ban Juliet Mills visszatért a színpadokra, az Elefántemberben együtt szerepelt Maxwell Caulfield (1959) brit-amerikai énekes-zenész-színésszel, viszonyba keveredtek, és Mills még abban az évben feleségül is ment a nála 18 évvel fiatalabb Caulfieldhez. Caulfield lett a nevelőapja Mills első házasságából született fiának, Sean Alquistnak és második házasságából született leányának, Melissa Miklendának.
1975. október 10-én Juliet Mills a Los Angeles-i kerületi bíróságon megkapta az amerikai állampolgárságot.

## Főbb filmszerepei
- 1942: Rendületlenül (In Which We serve), Freda kisbabája
- 1944: Tawny Pipit, kisbaba
- 1947: So Well Remembered, gyermek Julie
- 1947: A skorpió jegyében (The October Man), gyerek a buszon
- 1960: Mrs. Miniver, tévéfilm, Carol Beldon
- 1961: Csak a javadat akarom (No, My Darling Daughter), Tansy Carr
- 1960: Séta a nárciszok körül (Twice Round the Daffodils), Catty
- 1963: Nurse on Wheels, Joanna Jones
- 1964: Folytassa, Jack! (Carry On Jack), Sally
- 1966: Elcserélt küldemények (The Wrong Box), férfias nő a vonaton
- 1968: Sherlock Holmes, tévésorozat, Thor Bridge epizód, Grace Dunbar
- 1969: Ó, az a csodálatos háború (Oh! What a Lovely War), nővér
- 1970–1971: Nanny and the Professor, televíziós sorozat, a Dadus
- 1972: Avanti! (Avanti, Avanti), Pamela Piggott
- 1973: Jonathan, a sirály (Jonathan Livingston Seagull), Marina (hang)
- 1974: A királynő törvényszéke (QB VII), tévé-minisorozat, Samantha Cady
- 1974: Chi sei? (Behind the Door/Beyond the Door/The Devil Within Her), Jessica Barrett
- 1975: Hawaii Five-O, tévésorozat, Lady Sybil Danby
- 1976: Once an Eagle, tévé-minisorozat, Joyce
- 1977: Wonder Woman, tévésorozat, Kathryn királynő
- 1979: Összetörtek szanatóriuma (The Cracker Factory), tévéfilm, Tinkerbell
- 1978–1984: Fantasy Island, tévésorozat, Angela Anderson / Viola Erskine / Ruth Ewell
- 1978–1984: Szerelemhajó (Love Boat), tévésorozat, Barbara Danver / Blair Chapman / Kate Garfield / …
- 1984: Dinasztia (Dynasty), tévésorozat, Rosalind Bedford
- 1985–1987: Hotel, tévésorozat, Joanne Bentley / Grace Cauldwell
- 1987: Gyilkos sorok (Murder, She Wrote), tévésorozat, Annette Pirage
- 1989: Viszontlátásra (Till We Meet Again), tévé-minisorozat, Vivianne de Biron
- 1992: Columbo, tévésorozat, No Time to Die epizód, Eileen Hacker
- 1998: Air America, tévésorozat, Helen Vendler
- 1999: Carla új élete (The Other Sister), Winnie
- 1999–2008: Passions, tévésorozat, Tabitha Lenox
- 2009: A vadon bűvöletében (Wild at Heart), tévésorozat, Georgina
- 2008–2009: Four Seasons, tévé-minisorozat, Lady Florence Combe
- 2014: From Here on OUT, tévésorozat, Dottie Cooper
- 2014: Szerelem, angolosan (Some Kind of Beautiful), Joan
- 2010–2015: Vérmes négyes (Hot in Cleveland), Philipa
- 2017: Időről időre (Time After Time), tévésorozat, Mrs. Nelsen
- 2017: Jeff és az űrlények (Jeff & Some Aliens), tévésorozat, Jessica / nő a tömegben